# کاورو آسانو
کاورو آسانو (انگلیسی: Kaoru Asano؛ زادهٔ ۱۹ مهٔ ۱۹۷۳) بازیکن فوتبال اهل ژاپن است.
از باشگاه‌هایی که در آن بازی کرده‌است می‌توان به باشگاه فوتبال گامبا اوساکا اشاره کرد.